# Тютьки
Тютьки (укр. Тютьки) — село в Винницком районе Винницкой области Украины.
Код КОАТУУ — 0520682809. Население по переписи 2001 года составляет 590 человек. Почтовый индекс — 23236. Телефонный код — 432.
Занимает площадь 0,135 км².
В селе действует храм Святой Параскевы Винницкого районного благочиния Винницкой епархии Украинской православной церкви.

## Адрес местного совета
23234, Винницкая область, Винницкий р-н, с.Лука-Мелешковська, ул.Центральная, 2

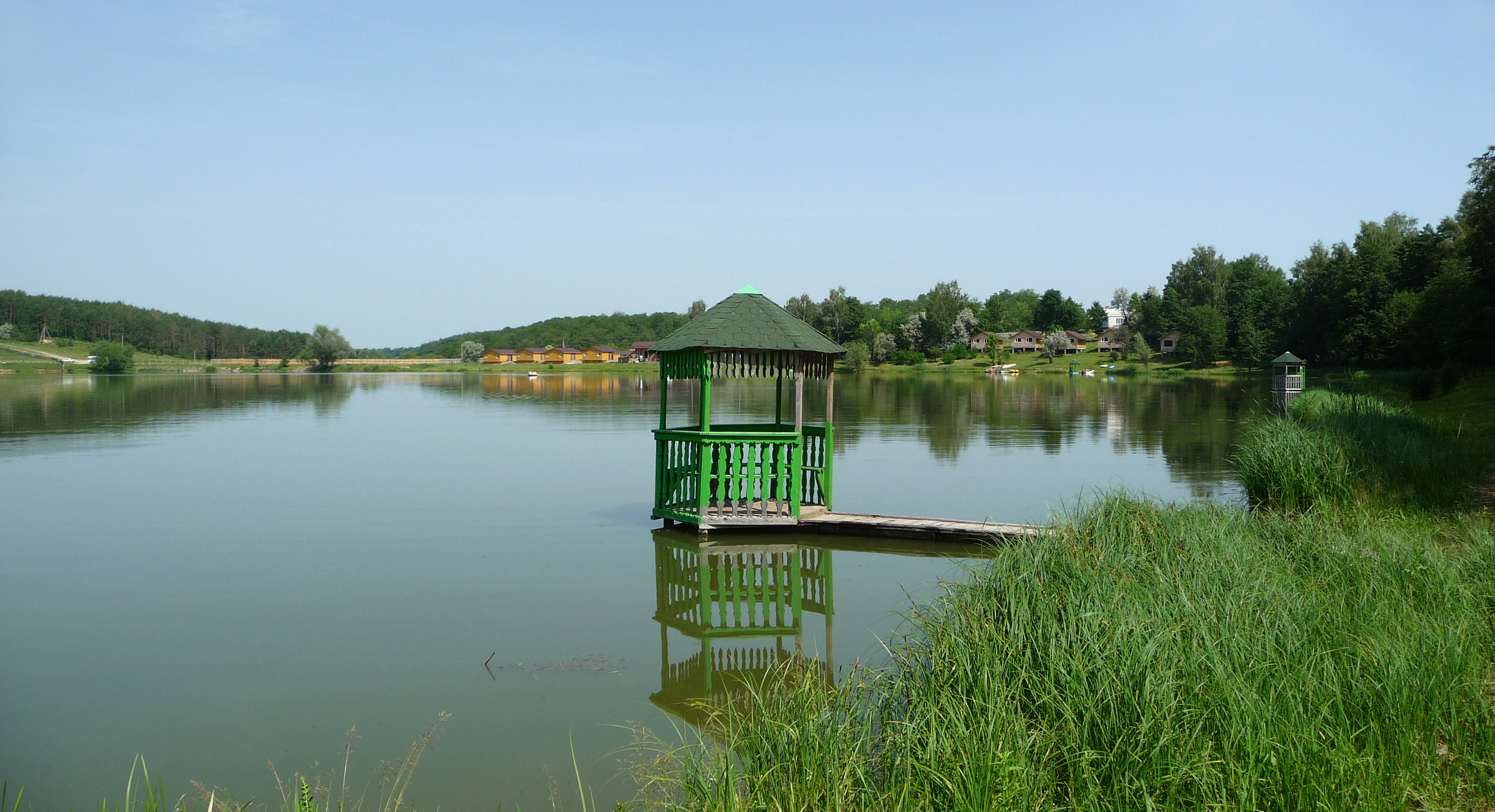
База отдыха "Берёзка" возле села Тютьки.